# Église Saint-Hippolyte de Colombier-en-Brionnais
L'église Saint-Hippolyte de Colombier-en-Brionnais est une église située sur le territoire de la commune de Colombier-en-Brionnais dans le département français de Saône-et-Loire et la région Bourgogne-Franche-Comté.

## Historique
L'église a été reconstruite au XIXe siècle, dans le style néo-flamboyant. 

## Description
L'église comporte une nef flanquée de collatéraux. 
En l'absence de transept, le chœur, assez profond, prolonge directement la nef.
L'église a pour particularité de disposer dans son clocher de l'une des plus anciennes cloches du diocèse d'Autun, fondue en 1722 et pesant environ 190 kg, classée au titre des monuments historiques en 2019.

## Mobilier
Les deux autels latéraux sont dédiés l'un à la Vierge Marie, l'autre à saint Hippolyte, patron de la paroisse.
En 1986, un conservateur des antiquités et objets d'art venu de l'Isère a découvert par hasard un tableau de l'Annonciation dans l'église. La toile, ni datée ni signée, représente la Vierge Marie agenouillée se tournant vers l'Archange Gabriel, dominée par un ciel peuplé de puttis. Après consultation de plusieurs experts, ce tableau du XVIIe siècle a été attribué aux frères Le Nain. Cachée sous surveillance en lieu sûr dans la mairie, la toile sera de nouveau examinée par des spécialistes du musée du Louvre qui confirmeront l'authenticité du tableau et son attribution à Mathieu Le Nain, auteur de nombreuses œuvres religieuses après le décès de ses frères Antoine et Louis en 1648. Le tableau est désormais classé Monument Historique, par arrêté du 21 juillet 1987. Après une restauration effectuée dans les ateliers de Versailles, il est acquis en décembre 1988 par le musée Rolin d'Autun où il est désormais exposé aux côtés d'autres œuvres prestigieuses comme Nativité au Cardinal Rolin du Maître de Moulins et La prise de la Tour de Malakoff d'Horace Vernet.

## Culte
Édifice consacré du diocèse d'Autun relevant de la paroisse Sainte-Marie-sous-Dun (siège à La Clayette) – qui en est affectataire au titre de la loi de 1905 –, l'église de Colombier-en-Brionnais est un lieu de culte catholique.

## En images

Église Saint-Hippolyte de Colombier-en-Brionnais
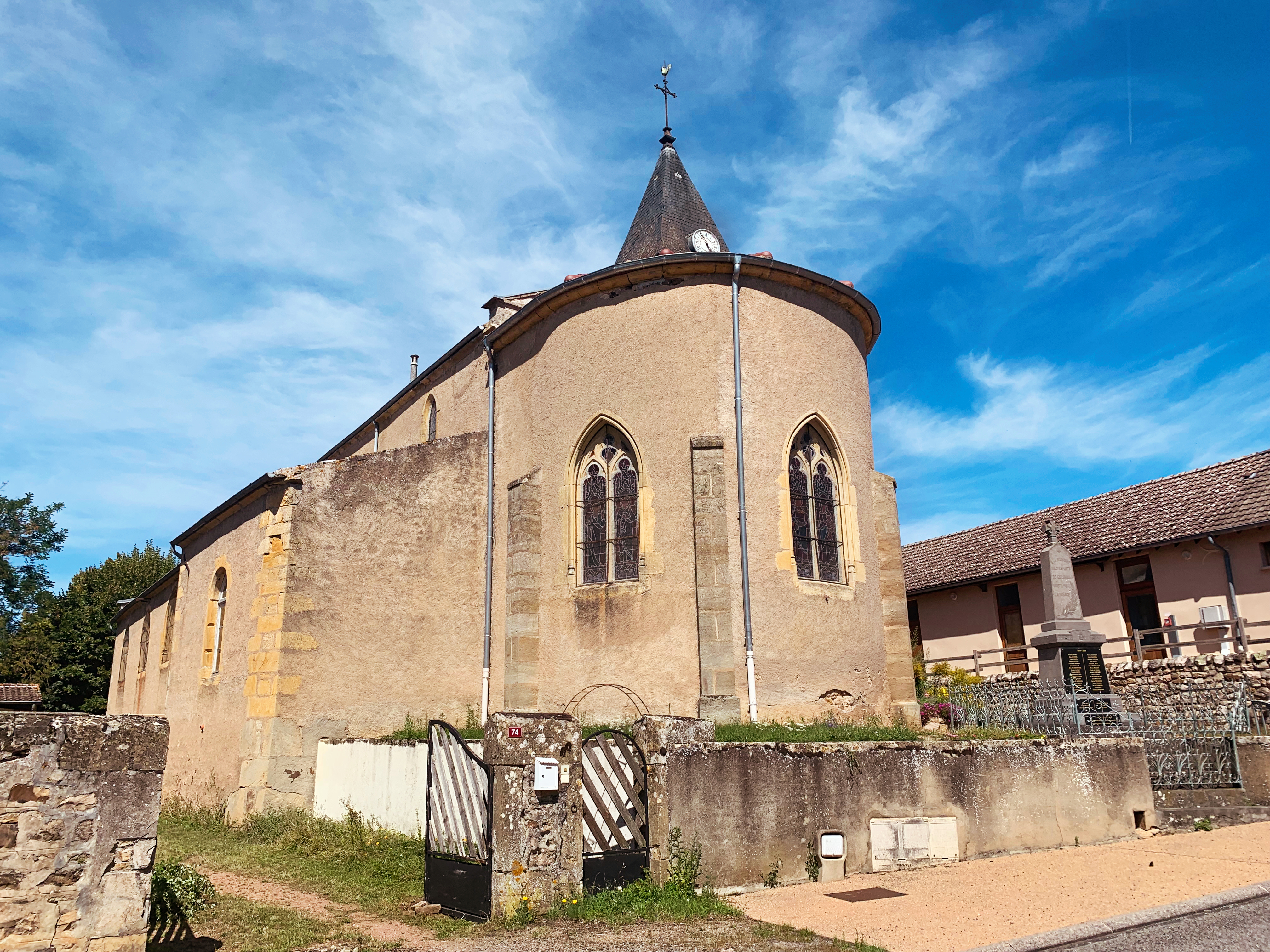
Le côté sud de la nef, vu du chevet.
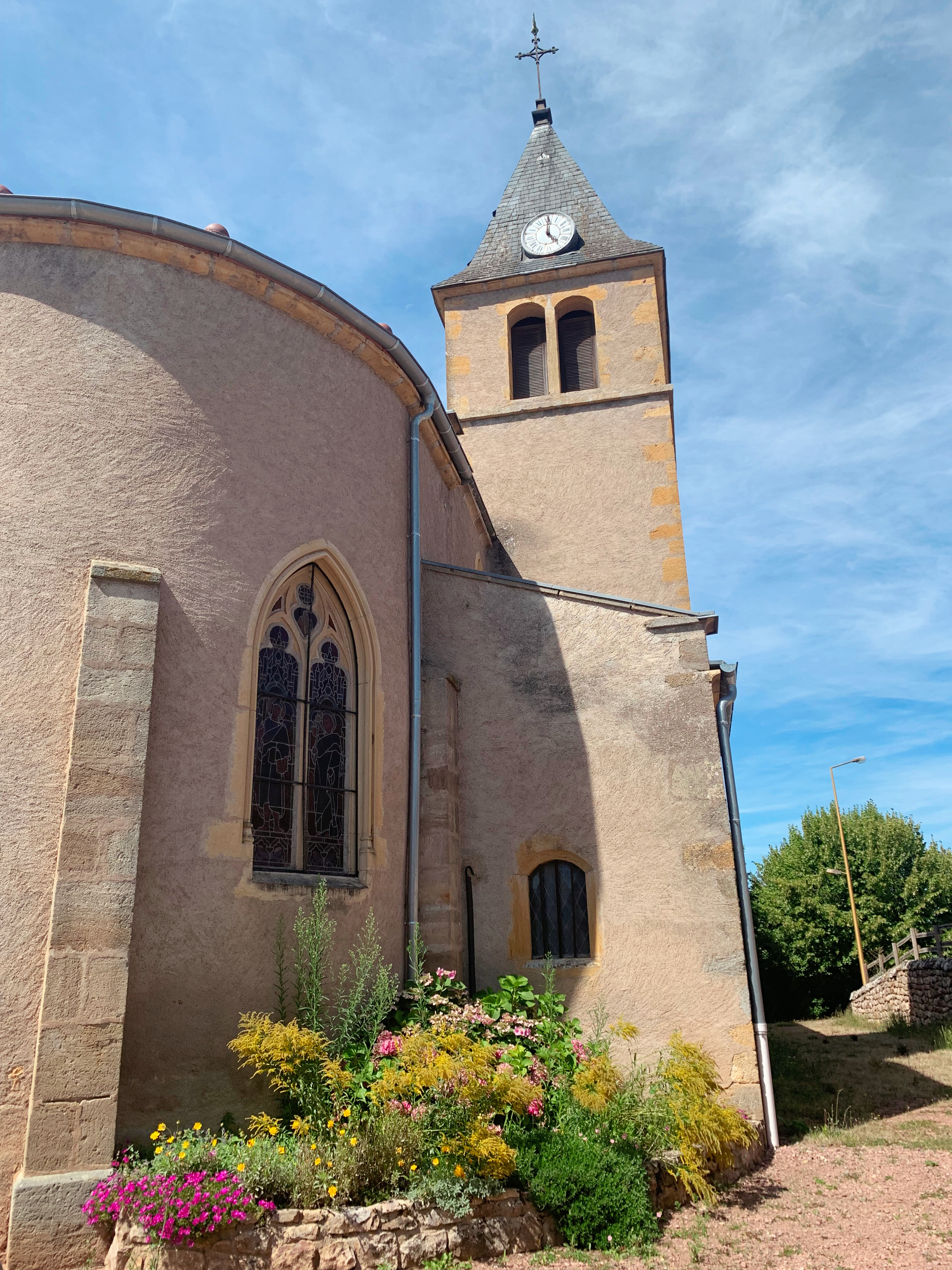
Le clocher.
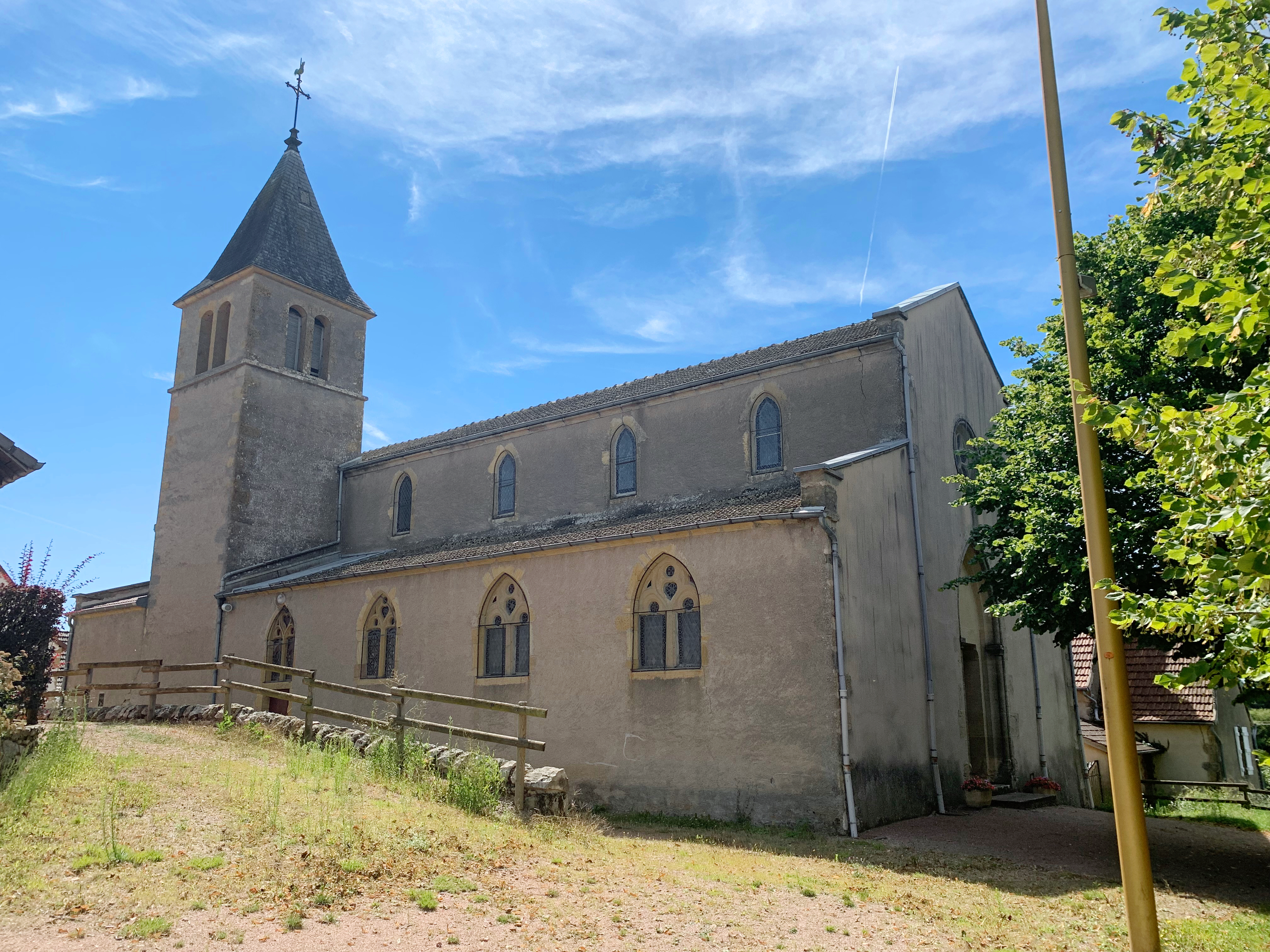
Le côté nord de la nef.
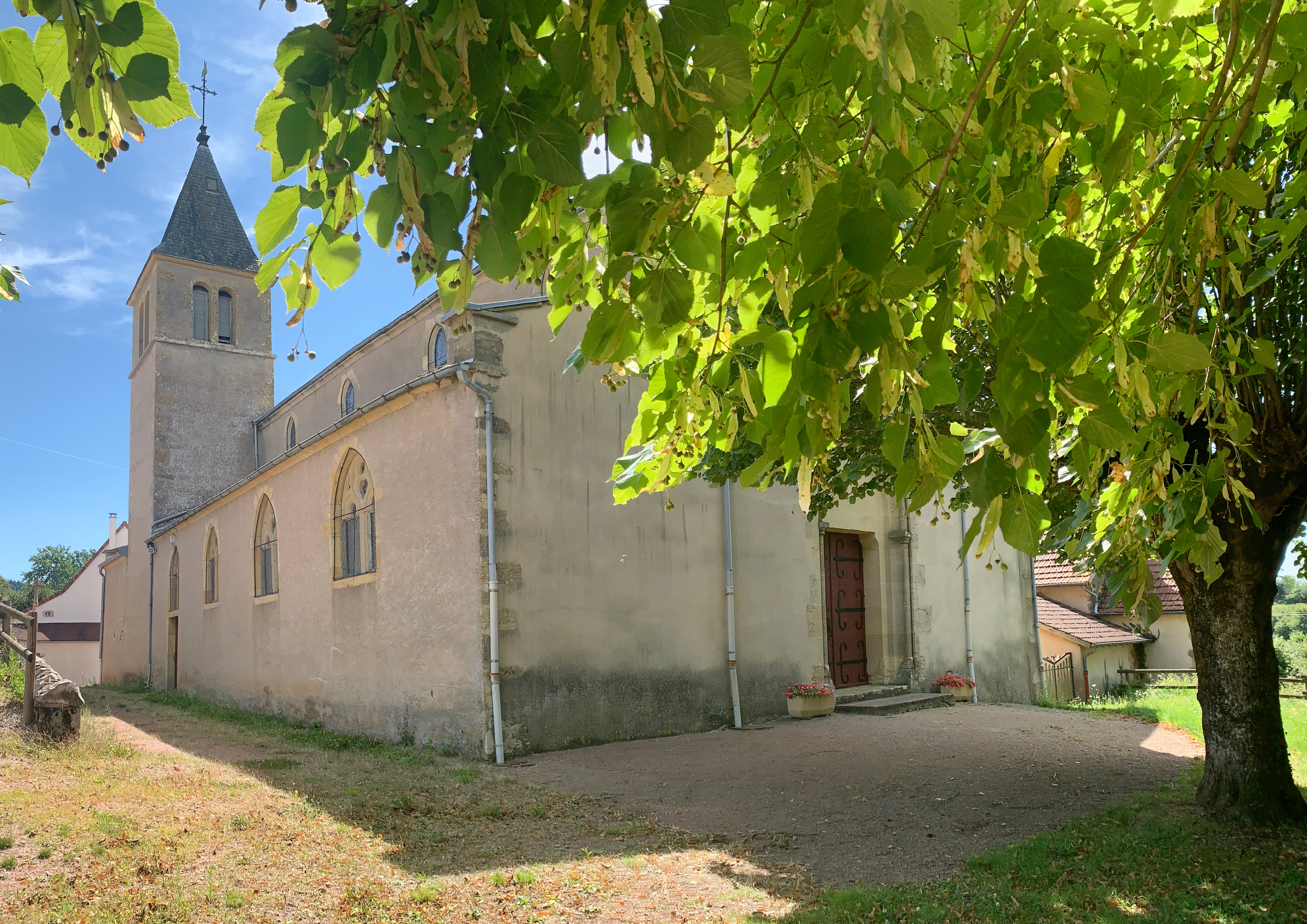
L'entrée et la façade, côté ouest.